# Biozona
Una biozona (acrónimo de «zona bioestratigráfica») es un conjunto de rocas sedimentarias que se caracteriza por la presencia de fósiles no reelaborados de determinado taxón o taxones. La biozona es la unidad básica en bioestratigrafía, pueden agruparse en superbiozonas y dividirse en subzonas.
Una biozona puede definirse sobre la base de la presencia de un solo taxón o la combinación de varios, en la abundancia relativa o variaciones en las características relacionadas con la distribución de los fósiles (primera o última aparición). Una sucesión estratigráfica puede ser dividida en distintas escalas bioestratigráficas según diferentes grupo de fósiles (ammonites, foraminíferos, etc.), así pues, pueden identificarse varias unidades bioestratigráficas superpuestas para el mismo intervalo rocoso.
El período de tiempo representado por una biozona se llama biocrón, excepto para las biozonas de apogeo, que se denomina hémera.

## Tipos de biozonas

Tipos de biozonas. Cada rectángulo representa cuerpos de rocas sedimentarias y cada línea el registro fósil de un taxón diferente. Las flechas indican primera o última aparición de un taxón.

Los diferentes tipos de biozonas se establecen en función del número de taxones contemplados, de su concurrencia, abundancia o de las primeras o últimas apariciones de los mismos en las sucesiones estratigráficas. Los límites de una biozona se denominan biohorizontes (superficies estratigráficas que limitan la primera o última presencia de fósiles de determinado taxón o taxones o algún cambio significativo de carácter bioestratigráfico).

### Biozonas de conjunto
Las biozonas de conjunto o cenozonas, son las definidas por la asociación concurrente de fósiles de varios taxones determinados que forman una asociación tal que los diferencia de los estratos adyacentes. Sin embargo, la distribución de los taxones individuales puede ser mayor que la de la biozona.

### Biozonas de extensión
Se refieren a la distribución de un taxón o conjunto de taxones, cuyos límites viene marcados por los biohorizontes de primera o última presencia. Se distinguen diferentes tipos de biozonas de extensión:
Biozona de extensión de un taxónSe define por los biohorizontes de primera y última presencia de un taxón.
Biozona de extensión coincidenteSe define por la parte concurrente de las biozonas de extensión de dos taxones. La distribución, por tanto, será menor (más precisa) que las extensiones de cualquiera de los dos taxones usados para definirla.
OppelzonaSimilar a la anterior pero usando varios taxones que aporten precisión geocronológia. Se procura que los límites de las oppelzonas sean coincidentes con las inmediatamente superiores e inferiores y no se solapen en el espacio, de forma que se pueda alcanzar la subdivisión completa del registro geológico con biozonas de este tipo. El nombre deriva del paleontólogo alemán Albert Oppel (1831–1865).
FilozonaSe definen sobre la base de líneas evolutivas. Los límites inferior y superior se establecen por la primera presencia de fósiles de diferentes especies de una misma línea evolutiva.

### Biozonas de apogeo
Las biozonas de apogeo, epíboles o zonas de culminación, se definen por el acmé o máxima abundancia relativa de determinado taxón, no por la extensión total del mismo. El equivalente temporal de esta biozona se denomina hémera.

### Biozonas de intervalo
Las biozonas de intervalo se caracterizan por la ausencia de alguno o todos los taxones que la definen. Es decir, se define el intervalo en el que ya ha desaparecido un taxón y aún no ha aparecido otro o hay presencia de un taxón pero ya ha desapareció o no ha aparecido aún otro distinto.

## Denominación formal de las biozonas
Los nombres de las biozonas se forman con el tipo de biozona (biozona de extensión, de apogeo, etc.) y el nombre completo, según las reglas de la nomenclatura binomial, de uno o no más de dos taxones representativos de la misma (p. ej. «Biozona de extensión Exus albus»), aunque puede abreviarse en citas sucesivas («zona de E. albus»). 
Asimismo, es frecuente el uso de letras, alfabéticamente correlativas, para nombrar biozonas sucesivas (biozona A, B, C, etc.), aunque no se consideran nombres formales.